# São Roque de Minas
São Roque de Minas este un oraș în Minas Gerais (MG), Brazilia.